# Stefan Ziemba
Stefan Ziemba (ur. 21 grudnia 1907 w Jaworznie, zm. 25 maja 1994 w Warszawie) – polski mechanik i specjalista budowy maszyn, prof. dr hab., członek rzeczywisty Polskiej Akademii Nauk.

## Życiorys
Absolwent Wydziału Filozoficznego Uniwersytetu Jagiellońskiego (uzyskał stopień magistra fizyki w 1932) i Wydziału Górniczego Akademii Górniczej w Krakowie (inżynier górniczy od 1938). W latach 1934–1939 pracował jako starszy asystent przy Katedrze Techniki Teoretycznej i Wytrzymałości Materiałów AG. W 1932 r. opublikował pierwszą pracę naukową: Pomiary stosunku jednostek elektromagnetycznych do jednostek elektrostatycznych metodą Maxwella. W czasie okupacji niemieckiej pracował jako robotnik w Elektrowni Miejskiej i brał udział w tajnym nauczaniu w ramach AG. Od 1945 do 1949 r. był adiunktem w Katedrze Mechaniki Technicznej AGH. W 1949 r. doktoryzował się na podstawie rozprawy pt. Walec kołowy pełny o skończonej długości pod działaniem sił osiowo ściskających, a habilitował się w 1950 r. dzięki rozprawie Funkcja naprężeń we współrzędnych kulistych. Promotorem obu rozpraw był prof. Wacław Olszak. Od 1946 do 1951 r. pracował jako zastępca profesora i kierownik Katedry Mechaniki Ogólnej na Wydziale Komunikacji Politechniki Krakowskiej. Od 1950 do 1951 r. był prodziekanem Wydziału Hutniczego AGH i zastępcą profesora w Katedrze Mechaniki Ogólnej tej uczelni.
Od 1951 do 1964 r. pełnił funkcję kierownika Katedry Mechaniki Teoretycznej i Wytrzymałości Materiałów Wojskowej Akademii Technicznej. W 1951 r. otrzymał nominację na profesora nadzwyczajnego, w 1958 – zwyczajnego. Od 1953 pracował w Instytucie Podstawowych Problemów Techniki PAN jako kierownik Pracowni Drgań Mechanicznych w Zakładzie Badania Drgań. W 1966 r. został kierownikiem Zakładu Teorii Konstrukcji Maszyn (od 1968 r. pod nazwą Zakład Układów Mechanicznych) oraz kierownikiem Pracowni Badań Maszyn i Elementów w tym Zakładzie. Zorganizował w tej placówce stałe seminaria w dziedzinie teorii drgań. W ramach IPPT był promotorem 14 prac doktorskich. Od 1962 r. był członkiem korespondentem Polskiej Akademii Nauk, od 1969 jej członkiem rzeczywistym. Należał do Polskiego Towarzystwa Mechaniki Teoretycznej i Stosowanej, Polskiego Towarzystwa Matematycznego, American Mathematical Society i American Society for Experimental Stress Analysis. Sprawował funkcje redaktora naczelnego Zagadnień Eksploatacji Maszyn i Nonlinear Vibration Problems.
Zajmował się badaniami drgań układów mechanicznych silnie nieliniowych o wielu stopniach swobody, dynamiką topologiczną, teorią uogólnionych układów dynamicznych w sensie Birkhoffa, zastosowaniem drgań w technice w ramach techniki wibracyjnej, w tym przebiegiem procesów dynamicznych w wibrowanym gruncie oraz badaniem procesów dynamicznych z uwzględnieniem czynników o charakterze losowym. Ważne miejsce w jego działalności naukowej zajmowały problemy tarcia, zużycia i smarowania maszyn, a także wytrzymałości materiałów, szczególnie dynamicznych własności materiałów konstrukcyjnych oraz dynamicznych procesów deformacji, tłumienia i zmęczenia w warunkach dużych prędkości. Rezultaty tych badań znalazły zastosowanie w górnictwie, hutnictwie, przemyśle maszynowym, rolnictwie i budownictwie. Opublikował ponad 150 artykułów w polskich i zagranicznych czasopismach naukowych.
Został pochowany na cmentarzu Powązki Wojskowe w Warszawie (kwatera G, grób 1, rząd 55).

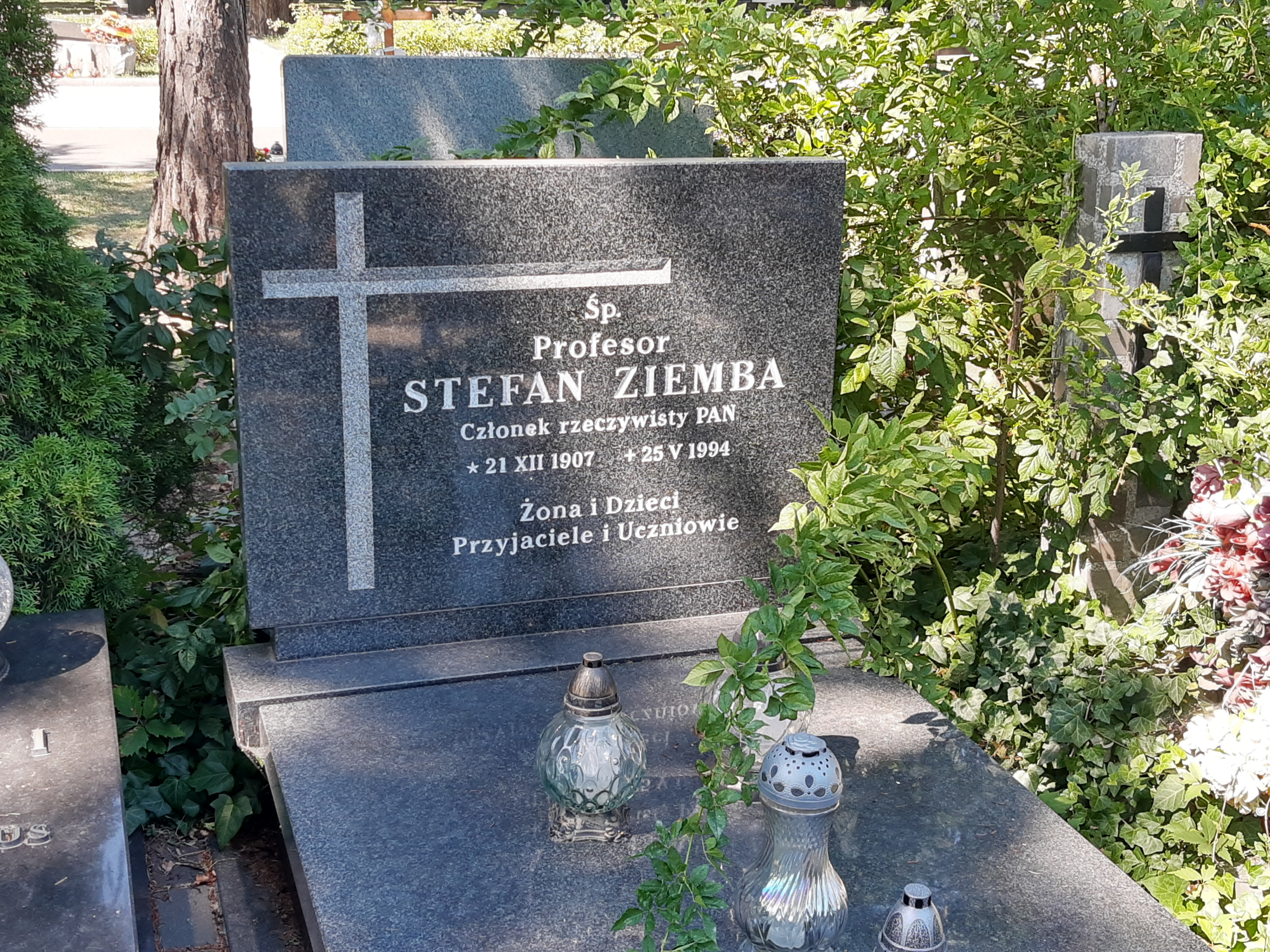
Grób prof. Stefana Ziemby na Powązkach Wojskowych

## Ważniejsze publikacje
- Analiza drgań (Polskie Wydawnictwo Naukowe, tom 1 1957, tom 2 1959, tom 3 1969)
- Zagadnienia tarcia suchego (z Pawłem Solskim, PWN, 1965)
- Analiza modeli reologicznych (z Włodzimierzem Derskim, PWN, 1968)
- Podstawy pomiarów drgań mechanicznych (z Janem Osieckim, PWN, 1968)
- Zużycie przez tarcie (z Pawłem Solskim, PWN, 1969)
- Materiały wybuchowe w technicznych procesach obróbki tworzyw (z Wiktorem Babulem, PWN, 1972)
- Problemy teorii systemów (z Władysławem Jarominkiem i Robertem Staniszewskim, Ossolineum, 1980)
- Badania systemów eksploatacyjnych (ze Zdzisławem Cyganem, Piotrem Jędrzejowiczem i Leszkiem Dziadykiewiczem, t. 1 Ossolineum 1983, t. 2 Ossolineum 1984)
- Problemy rozwoju nauki o eksploatacji maszyn i urządzeń technicznych (red., PWN, 1983)
- Sterowanie i zarządzanie eksploatację systemów technicznych (red., PWN, 1983)

## Odznaczenia, nagrody i tytuły honorowe
- Order Sztandaru Pracy I klasy[4]
- Krzyż Oficerski Orderu Odrodzenia Polski[2]
- Krzyż Kawalerski Orderu Odrodzenia Polski[2]
- Złoty Krzyż Zasługi[2]
- Medal 10-lecia Polski Ludowej[2]
- Odznaka tytułu honorowego „Zasłużony Nauczyciel Polskiej Rzeczypospolitej Ludowej”[2]
- Złoty Medal „Za zasługi dla obronności kraju” (dwukrotnie)[2]
- Srebrny Medal im. F. Czizika Czechosłowackiej Akademii Nauk[2]
- doktor honoris causa Akademii Górniczo-Hutniczej (1969)[2]
- doktor honoris causa Wyższej Szkoły Technicznej w Bratysławie (1970)[2]
- doktor honoris causa Politechniki Poznańskiej (1978)[2]
- doktor honoris causa Wojskowej Akademii Technicznej (1990)[2]